# Лоза Адольф Іванович
Адольф Іванович Лоза (14.01.1931 — 4.01.2004) — український живописець, педагог, народний художник України.

## Біографія
Адольф Іванович Лоза народився 14 січня 1931 року в м. Маріуполь.
В 1959 році закінчив Одеське художнє училище, в 1966 році — Харківський художньо-промисловий інститут.
В 1959—1960 роках працював у Полтавському відділенні Художнього фонду УРСР, в 1966—1974 роках  та в 1976—1977  роках викладав в Одеському художньому училищі імені М. Грекова.
В 1970 році був прийнятий до Спілки художників України (НСХУ), а у 1993 та 1997 роках обирався головою правління Одеської організації НСХУ.
В 1997—2004 роках працював на посаді доцента кафедри живопису художньо-графічного факультету Південноукраїнського державного педагогічного університету імені К. Д. Ушинського.
В червні 2003 року присвоєно вчене звання доцента.
Помер А. І. Лоза 4 січня 2004 року в м. Одеса.

## Творчість
Є автором пейзажів, натюрмортів, жанрових полотен у реалістичному стилі, мозаїк, розписів, вітражів. Був учасником Всеукраїнських (від 1966 року), Всесоюзних (від 1977 року) мистецьких виставок. Персональні виставки в Одесі (1981, 1898, 1994, 2001 рр., 204 р. — посмертна), Києві (1984, 1991 рр.). Деякі роботи зберігаються в Одеському, Дніпровському, Херсонському художніх музеях.

#### Деякі роботи
«Ранок у порту» (1966 р.), «У степах України» (1968 р.), «Керченський пейзаж» (1969 р.), «До рідного причалу» (1973 р.), «Моє місто» (1979 р.), «З дитинства» (1981 р.), «Лиман і хліб» (1982 р.), «Над лиманом» (1989 р.), «Свіжий вітер» (1995 р.), «Сонце сідає» (1996 р.), «Шторм» (1998 р.), «Місячна ніч» (2001 р.), «У гавані» (2002 р.), «Повернення» (2003 р.).

## Нагороди
- Почесне звання "Заслужений художник УРСР" (1990 р.).
- Почесне звання "Народний художник України" (1997 р.).